# Guor Marial
Guor Marial est un athlète du Soudan du Sud, spécialiste du marathon, né le 15 avril 1984 à Pan de Thon, village situé dans l'État de l'Unité au Soudan du Sud (alors partie intégrante du Soudan). En devenant américain en février 2013, il change de nom en Guor Mading Maker.
En juillet 2012, le Comité international olympique (CIO) lui accorde le droit de participer aux Jeux olympiques de Londres sous la bannière olympique, c'est-à-dire sans représenter de pays. En effet aucun Comité du Soudan du Sud n'est alors reconnu par le CIO et Marial, qui a réalisé les minima pour participer aux JO dès octobre 2011, n'a pas de passeport même s'il réside aux États-Unis, depuis qu'il y est arrivé comme réfugié en 2001, et il a refusé de courir sous le drapeau du Soudan. Son record personnel avant les Jeux est de 2 h 12 min 55 s.
Lors des Championnats du monde 2015 à Pékin, il est inscrit pour représenter le Soudan du Sud pour la première fois mais ne prend pas part au départ du marathon. Le 5 août 2016, il est le premier porte-drapeau du Soudan du Sud, à sa première participation, lors de la cérémonie d'ouverture des Jeux olympiques de 2016 à Rio.